# Vùng đô thị Amsterdam
Vùng đô thị Amsterdam (tiếng Hà Lan: Metropoolregio Amsterdam) là một vùng đô thị đơn tâm xung quanh thủ đô Amsterdam, Hà Lan. Vùng đô thị này tọa lạc ở Noordvleugel (Cánh Bắc) của vùng đô thị đa trung tâm Randstad và bao quanh thành phố Amsterdam, các tỉnh Noord-Holland và Flevoland, cũng như 36 khu đô thị tự quản khác trong hai tỉnh này, với tổng dân số hơn 2,6 triệu người.

## Các đơn vị
- Các tỉnh Noord-Holland và Flevoland, và
- Các đô thị tự quản Aalsmeer, Almere, Amstelveen, Amsterdam, Beemster, Bennebroek, Beverwijk, Blaricum, Bloemendaal, Bussum, Diemen, Edam-Volendam, Haarlem, Haarlemmerliede en Spaarnwoude, Haarlemmermeer, Heemskerk, Heemstede, Hilversum, Huizen, Landsmeer, Laren, Lelystad, Muiden, Naarden, Oostzaan, Ouder-Amstel, Purmerend, Uitgeest, Uithoorn, Velsen, Waterland, Weesp, Wijdemeren, Wormerland, Zaanstad, Zandvoort và Zeevang.
- Stadsregio Amsterdam